# Ungerberg (Sachsen)
Der Ungerberg ist ein südlich von Neustadt in Sachsen gelegener und zum Stadtgebiet gehöriger Berg. Mit einer Höhe von 537,2 m ü. NHN ist er ein beliebtes Ausflugsziel der Region. Aus sechs Richtungen führen Wanderwege auf den Berg. Der Gipfel ist auch über eine Zufahrtsstraße erreichbar.

## Gaststätte und Aussichtsturm
Der damals noch weitgehend unbewaldete Berg war bereits mit Aufkommen der touristischen Erschließung des Elbsandsteingebirges ein besuchter Aussichtspunkt, der schon von Wilhelm Leberecht Götzinger gerühmt wurde. Als wachsende Bäume die Sicht zunehmend verwehrten, ließ der Rittergutsbesitzer von Burkersdorf 1846 einen überdachten Holzaussichtsturm errichten. Am Fuß des Turms öffnete eine kleine Gastwirtschaft. Doch bereits im Dezember 1848 wurde der Turm durch Brandstiftung vernichtet.
Die weitere Entwicklung des Gipfels stand im engen Zusammenhang zum Neustädter Unternehmer Julius Mißbach, der das Gipfelareal 1883 erwarb. Mißbach initiierte den Bau eines Aussichtsturmes und einer Berggaststätte. Der nach Prinz-Georg bezeichnete steinerne Turm wurde zunächst mit einer Höhe von 18 m errichtet. Die Einweihung des Turmes erfolgte am 14. Juni 1885 zusammen mit der Eröffnung des Georgenweges als neuen Zugang auf den Berggipfel. Der für den Turm namensgebende Prinz Georg weilte am 1. Oktober 1885 auf dem Berg, auch König Albert von Sachsen war am 21. Juli 1887 Gast auf dem Gipfel.
Das Gasthaus ging 1918 aus dem Besitz der Familie Mißbach an den Stadtverein Innere Mission Dresden über, die hier das Kinderheim „Bethlehemstift“ einrichtete. 1928 erfolgte der Verkauf an die sächsische Landesforstdirektion, die es nach einer Renovierung wieder als Gasthaus eröffnete. Doch bereits am 29. Januar 1929 wurde das Gasthaus durch einen Brand vollständig zerstört. Es wurde noch im gleichen Jahr wiederaufgebaut.
Im Rahmen von Notstandsmaßnahmen aufgrund einer hohen Arbeitslosigkeit ließ die Forstverwaltung zwischen 1934 und 1937 die heute noch bestehende Ungerbergstraße als neue Zufahrt zum Gipfel errichten. Während des Zweiten Weltkrieges erhielt der Turm einen zusätzlichen Holzaufbau und diente als Beobachtungsstandort der Flugwache. Der Turm war in dieser Zeit für Besucher gesperrt.
Nach Kriegsende ging das Gipfelareal 1952 in das Eigentum der Stadt Neustadt über. 1960 erhielt der Turm seinen ersten Fernsehumsetzer. 1973 erfolgte eine Renovierung, bei der der Turm auf eine Höhe etwa 33 m aufgestockt wurde, da die ringsherum wachsenden Buchen mittlerweile die Aussicht stark eingeschränkt hatten.
Nach 1989 waren Turm und Gasthaus zeitweise geschlossen. Das Areal wurde durch eine Stiftungsgesellschaft erworben, die im Sommer 2018 zuerst das Gasthaus wieder eröffnete. Der Turm ist nach Sanierung seit September 2020 wieder zugänglich. Im Umfeld von Turm und Gasthaus gibt es einen Kinderspielplatz.
Im Winter ist die Abfahrt vom Berg in Richtung Krumhermsdorf als Rodelbahn beliebt. In Rugiswalde befindet sich ein Skilift.

## Aussicht
Vom Turm hat man einen schönen Rundblick auf die umliegende Landschaft und die Gebirge. Im Süden und Westen sieht man die typischen Felsplateaus des Elbsandsteingebirges, markant der Lilienstein, Königstein und Großer Winterberg. Dahinter ist bei guter Sicht das Osterzgebirge zu sehen. Im Osten sieht man das Lausitzer Bergland und Zittauer Gebirge und bei guter Sicht das Isergebirge und Riesengebirge. Im Norden liegt der Hohwald mit dem Valtenberg als höchster Erhebung.

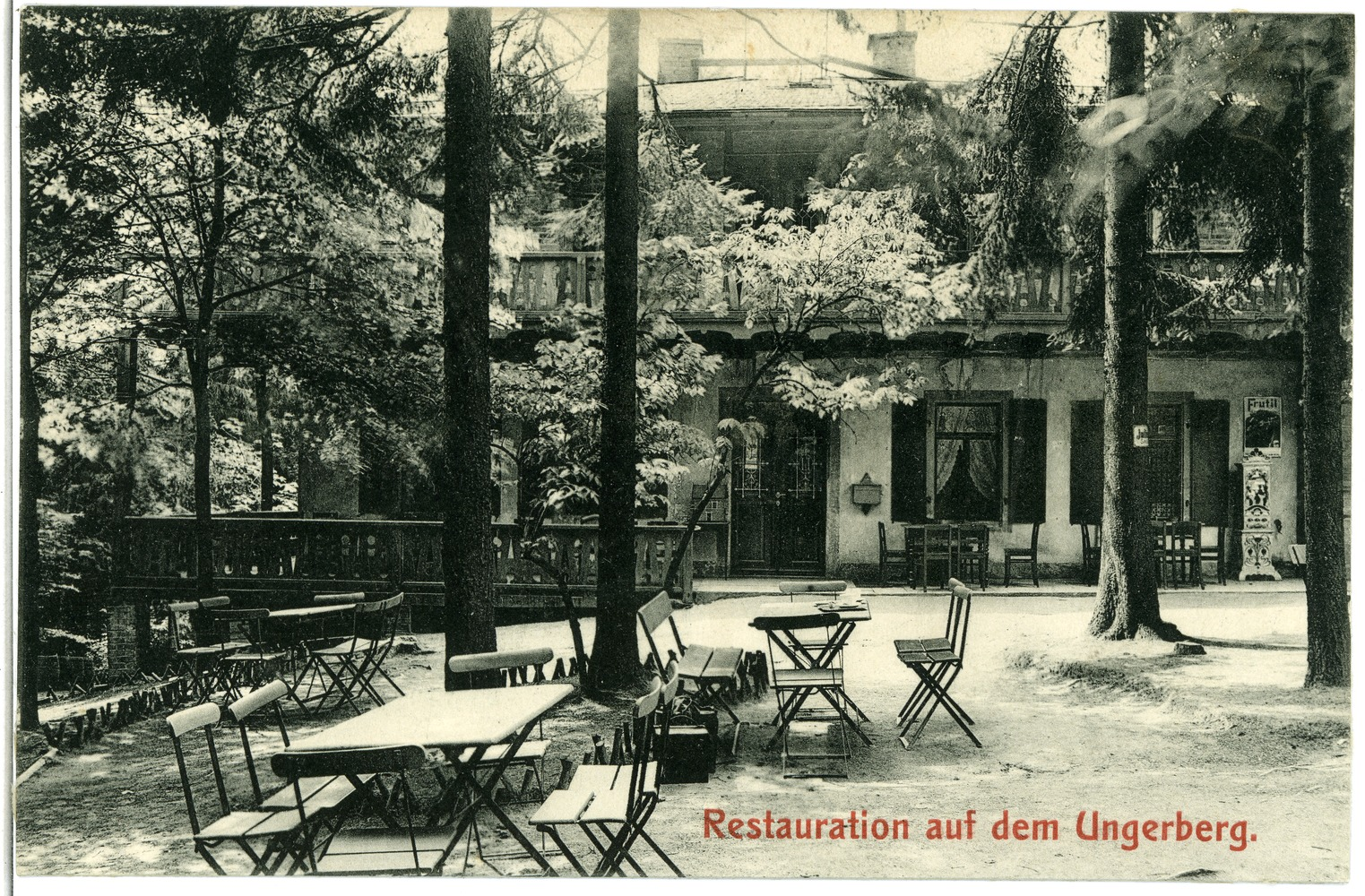
Historische Aufnahme der Gaststätte (1903)
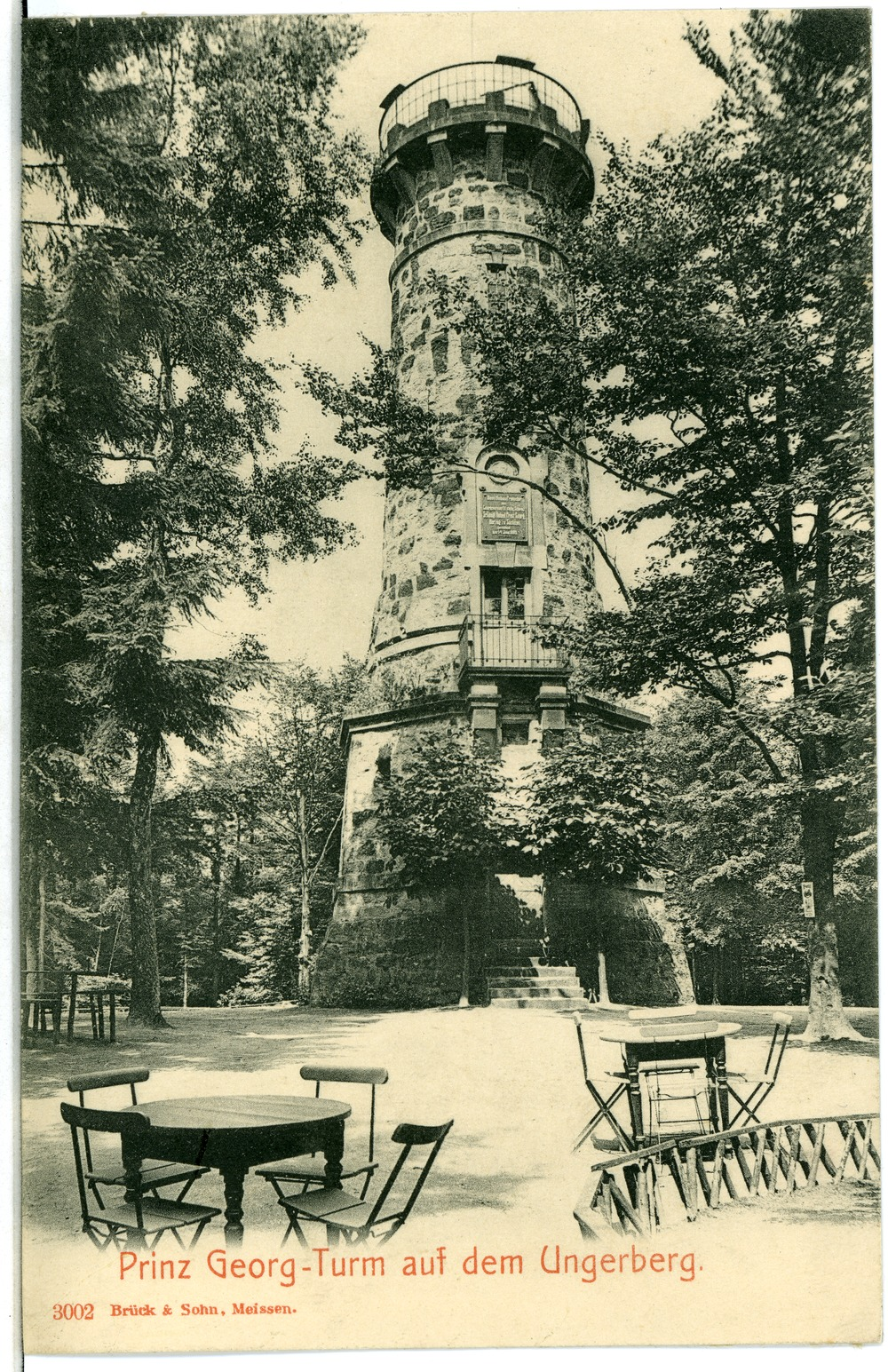
Historische Aufnahme des Ungerturms (1903)
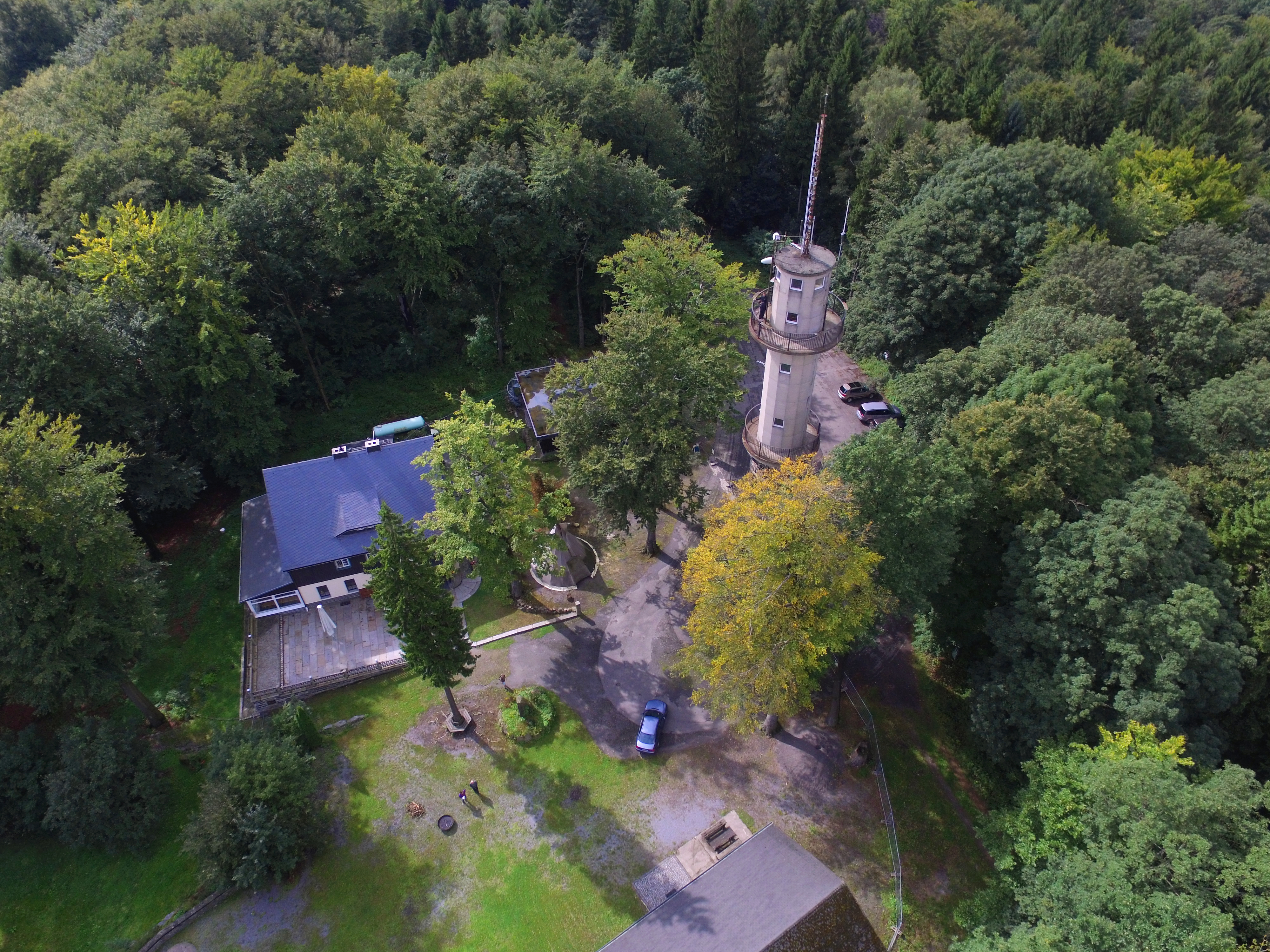
Blick auf die Gaststätte und den Ungerturm (2017)
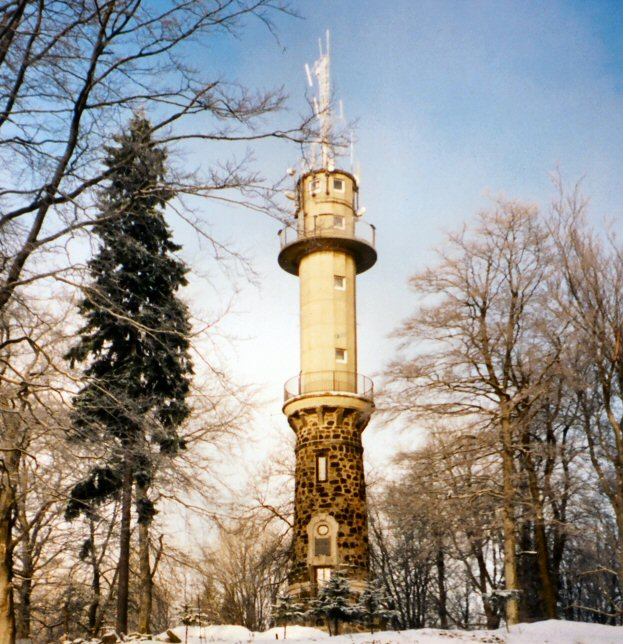
Der Ungerturm vor der Sanierung (2005)
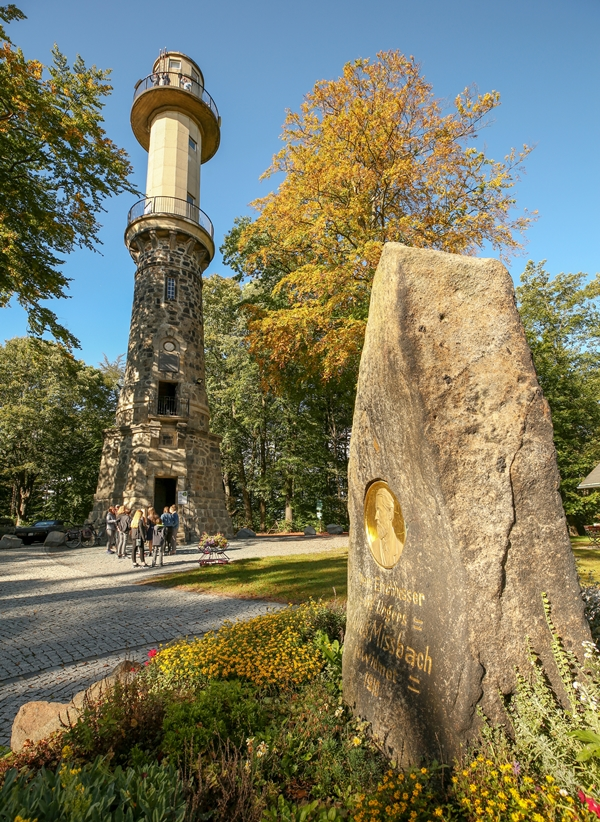
Ungerturm nach der Sanierung (Oktober 2020) mit Julius-Mißbach-Gedenkstein
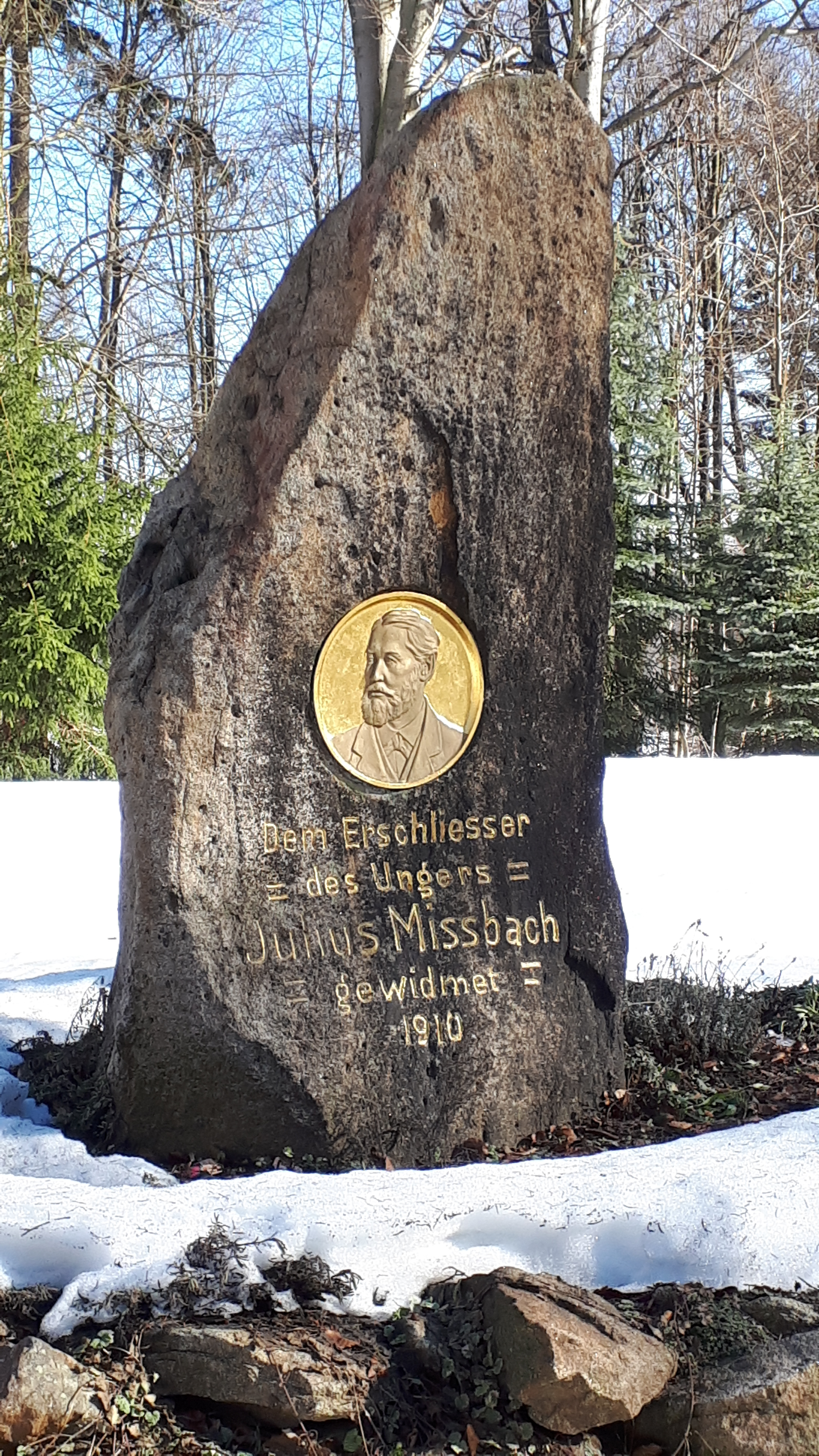
Gedenkstein für Julius Mißbach zwischen Ungerturm und Gaststätte
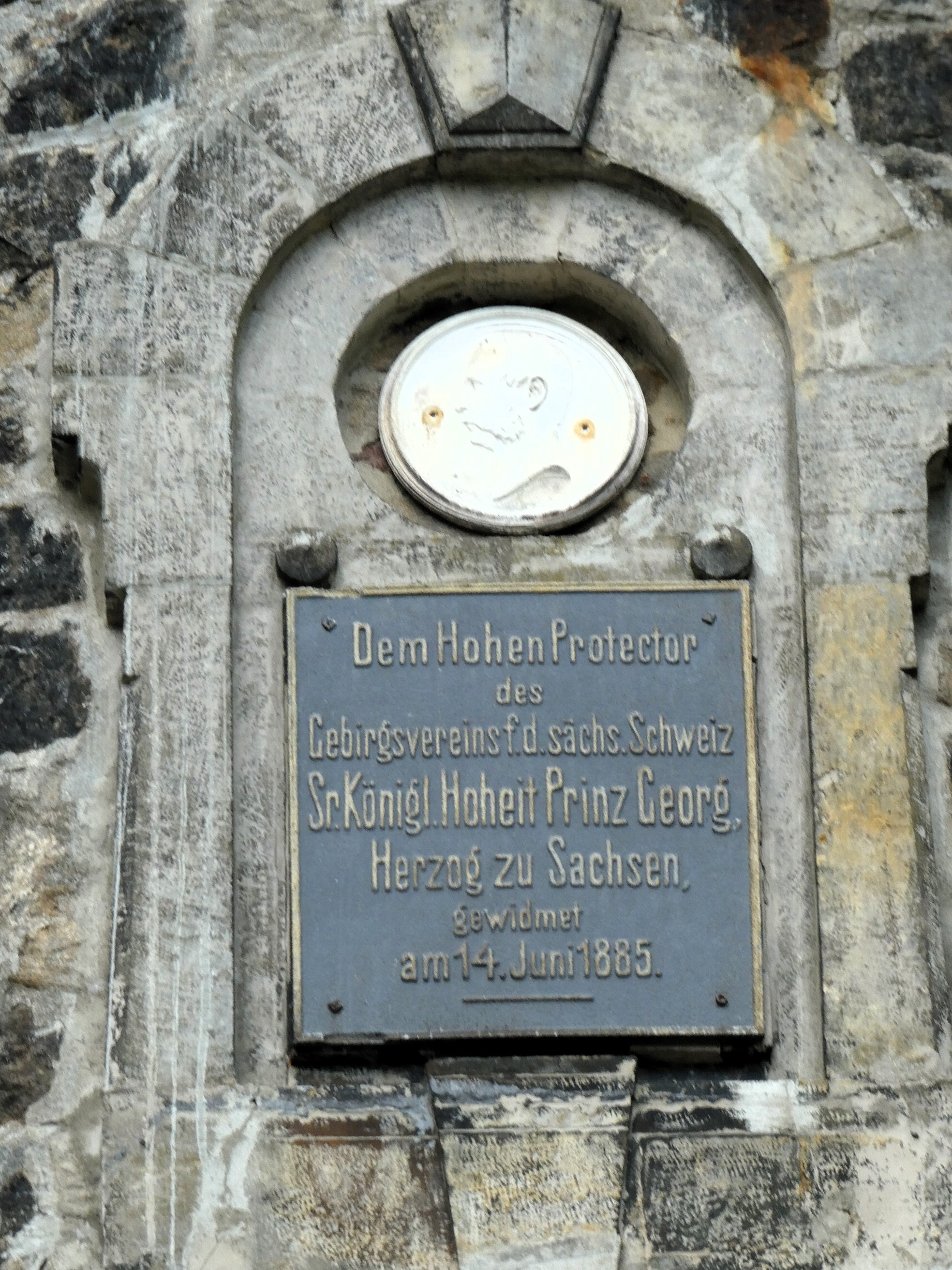
Dokumentation der Einweihung der Ungertumres

## Fernmeldeturm
Auf dem Ungerberg befindet sich auch ein nach der deutschen Wiedervereinigung erbauter 74,9 Meter hoher Fernmeldeturm (Typenturm FMT 9), der auch zur Verbreitung von UKW-Hörfunkprogrammen dient. Die Programme werden analog und im digitalen Standard DAB+ wie folgt ausgestrahlt:

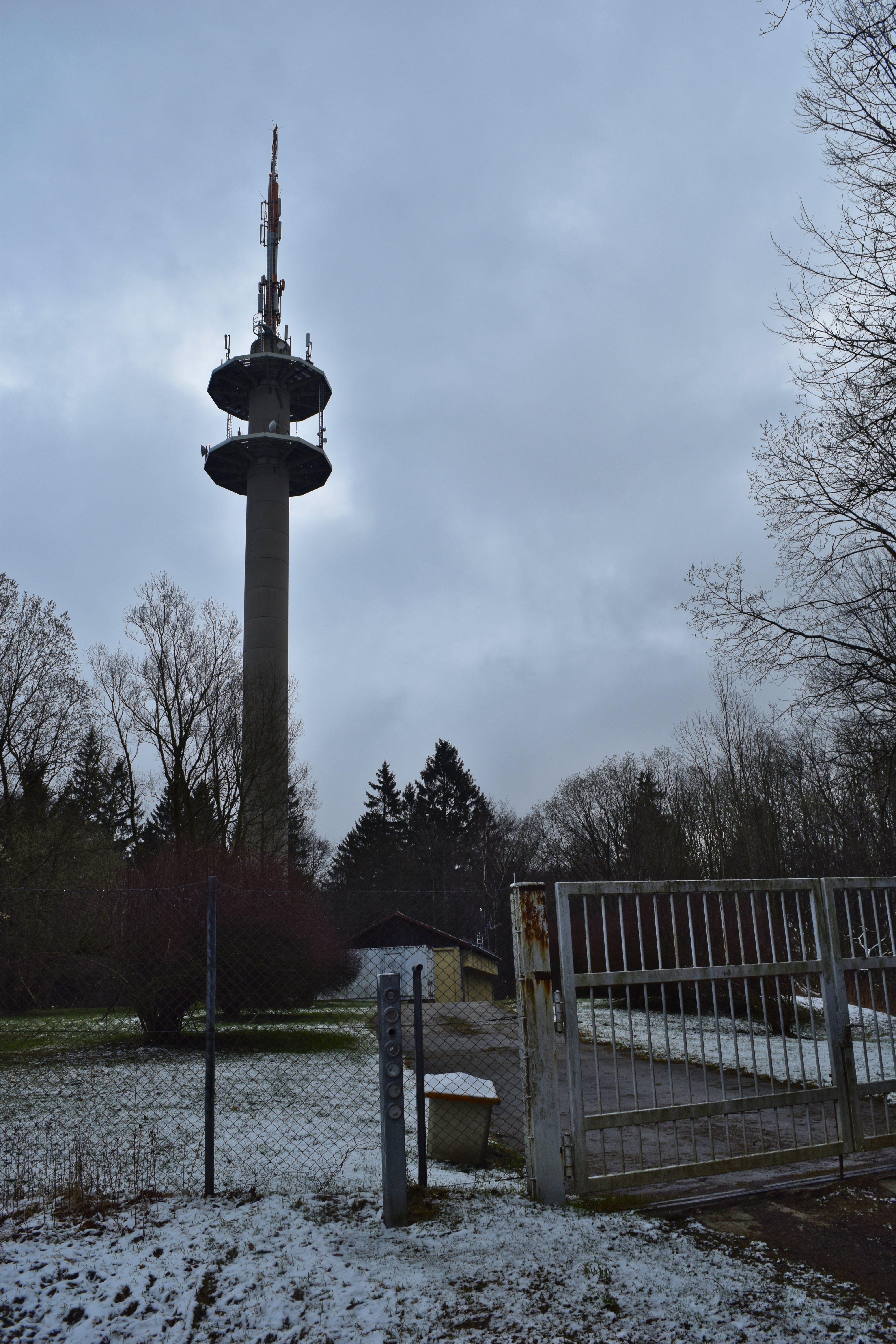
Funkturm Ungerberg

### Analoges Radio (UKW)
| Frequenz (MHz) | Programm    | RDS PS            | RDS PI | Regionalisierung | ERP (kW) | Antennendiagramm rund (ND)/gerichtet (D) | Polarisation horizontal (H)/vertikal (V) |
| -------------- | ----------- | ----------------- | ------ | ---------------- | -------- | ---------------------------------------- | ---------------------------------------- |
| 89,6           | MDR Aktuell | MDR_____/AKTUELL_ | D3D5   | –                | 0,2      | D (80°-200°)                             | H                                        |

### Digitales Radio (DAB+)
DAB wird in vertikaler Polarisation und im Gleichwellenbetrieb mit anderen Sendern ausgestrahlt.
| Block                       | Programme | ERP (in kW) | Antennendiagramm rund (ND), gerichtet (D) | Gleichwellennetz (SFN) |
| --------------------------- | --- | ----------- | ----------------------------------------- | --- |
| 5C DRDeutschland (D__00188) | DAB+ Block der Media Broadcast - Absolut relax (72 kbps) - Dlf (104 kbps) - Dlf Kultur (112 kbps) - Dlf Nova (104 kbps) - DRadio DokDeb (48 kbps) - Energy Digital (72 kbps) - ERF Plus (64 kbps) - Klassik Radio (72 kbps) - Radio Bob (72 kbps) - Radio Horeb (48 kbps) - Radio Schlagerparadies (64 kbps) - Schwarzwaldradio (64 kbps) - sunshine live (72 kbps) - DRadio Daten (32 kbps Daten) - EPG Deutschland (16 kbps Daten) - TPEG (16 kbps Daten) - TPEG_MM (16 kbps Daten) | 10          | D                                         | - Baden-Württemberg: Aalen, Baden-Baden (Fremersberg), Bad Mergentheim, Blauen, Brandenkopf, Donaueschingen, Feldberg im Schwarzwald, Freiburg (Vogtsburg-Totenkopf), Geislingen (Oberböhringen), Großerlach (Hohe Brach), Heidelberg (Königstuhl), Heilbronn (Schweinsberg), Hochrhein (Rickenbach), Hornisgrinde, Pforzheim (Schömberg-Langenbrand), Raichberg, Ravensburg (Höchsten), Reutlingen, Stuttgart (Frauenkopf), Ulm (Kuhberg) - Bayern: Amberg (Hirschau), Aschaffenburg (Pfaffenberg), Augsburg (Hotelturm), Bad Tölz (Gaißach), Balderschwang, Bamberg (Geisberg), Büttelberg, Brotjacklriegel, Dillberg, Grünten, Herzogstand, Hochberg (Traunstein), Hoher Bogen, Inntal (Ebbs), Ingolstadt (Gelbelsee), Kreuzberg/Rhön, Landshut (Altdorf), München (Olympiaturm), Nennslingen (Büchelberg), Nürnberg, Oberammergau, Ochsenkopf, Passau, Pfänder, Pfaffenhofen, Pfarrkirchen, Pfronten, Regensburg (Hohe Linie), Unterringingen, Untersberg, Wendelstein (Bayrischzell), Würzburg (Frankenwarte) - Berlin: Berlin (Alexanderplatz), Berlin (Scholzplatz) - Brandenburg: Bad Belzig, Booßen, Brandenburg/Havel, Calau, Casekow, Cottbus, Eberswalde (geplant), Eisenhüttenstadt, Neuruppin (geplant), Petkus, Pritzwalk, Templin - Bremen: Bremen (Walle), Bremerhaven-Schiffdorf - Hamburg: Hamburg (Moorfleet), Hamburg (Heinrich-Hertz-Turm) - Hessen: Bad Hersfeld (Rimberg), Biedenkopf (Sackpfeife), Fulda (Hummelskopf), Frankfurt (Europaturm), Gelnhausen (Schnepfenkopf), Gießen (Dünsberg), Großer Feldberg, Hardberg, Hohe Wurzel, Hoher Meißner, Kassel (Habichtswald), Mainz-Kastel - Mecklenburg-Vorpommern: Garz (Rügen), Güstrow, Malchin, Neubrandenburg-Süd, Neustrelitz (geplant), Rostock (Toitenwinkel), Röbel, Schwerin (Zippendorf-Gr.Dreesch), Torgelow, Wismar/Rüggow, Züssow - Niedersachsen: Aurich-Popens, Braunschweig (Broitzem), Braunschweig (Drachenberg), Cuxhaven-Stadt, Dannenberg, Göttingen (Bovenden-Osterberg), Hannover (Telemax), Lingen, Lüneburg-Neu Wendhausen, Molbergen-Peheim, Osnabrück (Bramsche-Schleptruper Egge), Hildesheim (Sibbesse), Steinkimmen, Uelzen, Visselhövede, Wilhelmshaven - Nordrhein-Westfalen: Aachen (Karlshöhe), Bergneustadt-Wiedenest (R), Bielefeld (Hünenburg), Bonn (Venusberg), Dortmund (Florianturm), Düsseldorf (Rheinturm), Eggegebirge, Herscheid, Hochsauerland (Hunau), Hürtgenwald-Großhau, Köln (Colonius), Langenberg, Lügde-Rischenau (Köterberg), Meschede (geplant), Minden (Jakobsberg), Münster (Fernmeldeturm), Schöppingen, Siegen-Süd, Wesel - Rheinland-Pfalz: Bad Kreuznach (Schanzenkopf), Bad Marienberg (Westerwald), Bornberg, Daun (Eifel), Edenkoben (Kalmit), Heckenbach-Schöneberg (Ahrweiler), Haardtkopf (geplant), Idar-Oberstein, Kaiserslautern, Kettrichhof, Koblenz (Kühkopf), Schnee-Eifel (geplant), Trier (Petrisberg) - Saarland: Merzig-Merchingen, Saarbrücken (Schoksberg) - Sachsen: Chemnitz, Dresden, Geyer, Leipzig, Löbau, Neustadt, Niederschöna (geplant), Oschatz, Schöneck, Zwickau Ost - Sachsen-Anhalt: Brocken, Burg, Dequede, Petersberg, Pettstädt (Weißenfels), Schneidlingen, Wittenberg - Schleswig-Holstein: Bungsberg, Bredstedt (geplant), Flensburg, Garding (geplant), Heide, Helgoland, Hennstedt, Itzehoe (geplant), Kiel (Kronshagen), Lübeck (Stockelsdorf), Schleswig, Niebüll (Süderlügum), Westerland (Sylt) - Thüringen: Bleßberg (Sonneberg), Erfurt-Hochheim, Gera, Inselsberg, Jena (Oßmaritz), Kulpenberg, Lobenstein (Sieglitzberg), Saalfeld (Remda), Weimar (Ettersberg) |
| 9A MDR Sachsen              | - MDR Sachsen (DD) (80 kbps) - MDR Sachsen (L) (80 kbps) - MDR Sachsen (C) (80 kbps) - MDR Sachsen (BZ) (80 kbps) - MDR Sachsen auf Sorbisch (80 kbps) - MDR Sachsen Extra (48 kbps) - MDR Jump (88 kbps) - MDR Kultur (88 kbps) - MDR Tweens (80 kbps) - MDR Sputnik (88 kbps) - MDR Aktuell (72 kbps) - MDR Klassik (112 kbps) - MDR Schlagerwelt (SN) (88 kbps) - MDR TPEG (16 kbps) - MDR EPG (16 kbps)                                                                           | 10          | D (70°-30°)                               | Chemnitz, Dresden, Freiberg, Geyer, Görlitz, Hoyerswerda, Leipzig, Löbau, Neustadt, Olbernhau, Oschatz, Reichenbach (Netzschkau), Roitzsch, Schöneck, Zittau, Zwickau Ost |